# San Fernando de Atabapo
San Fernando de Atabapo è una città del Venezuela situata nello Stato di Amazonas e in particolare nel comune di Atabapo.